# Сумкинська сільська рада
Су́мкинська сільська рада (рос. Сумкинский сельский совет) — сільське поселення у складі Половинського району Курганської області Росії.
Адміністративний центр — село Сумки.
Населення сільського поселення становить 1385 осіб (2017; 1530 у 2010, 1734 у 2004).

## Склад
До складу сільського поселення входять:
| Населений пункт        | Населення, осіб (2004) | Населення, осіб (2010) |
| ---------------------- | ---------------------- | ---------------------- |
| Золоте, присілок       | 89                     | 51                     |
| Малодубровне, присілок | 242                    | 147                    |
| Сумки, село            | 1403                   | 1085                   |
| Сумки, селище          | -                      | 247                    |